# Nowhorodske
Nowhorodske (ukrainisch Новгородське; russisch Новгородское Nowgorodskoje) ist ein Dorf in der ukrainischen Oblast Sumy mit etwa 500 Einwohnern.
Das Dorf liegt an der Bahnstrecke Woroschba–Charkiw, 39 km nördlich vom Rajonszentrum Ochtyrka und 29 Kilometer südlich vom Oblastzentrum Sumy entfernt.
Es lag ab 1795 im russischen Gouvernement Charkow, war ab 1923 ein Teil der Ukrainischen SSR, seit 1991 dann Teil der heutigen Ukraine.
Am 4. September 2016 wurde das Dorf ein Teil der neugegründeten Landgemeinde Boromlja, bis dahin war es Teil der Landratsgemeinde Boromlja im Norden des Rajons Trostjanez.
Seit dem 17. Juli 2020 ist sie ein Teil des Rajons Ochtyrka.